# Tirou (Metro de Charleroi)
La estación de Tirou es una estación de la red de Metro de Charleroi, operada por las líneas    y .
Pertenece al bucle central de la red.

## Presentación
Es la única del bucle situada en superficie y, al estar cerca de la rue de l'Écluse, se planteó llamarla así. Está del lado de la Ville Basse de Charleroi, en la rue du Pont-Neuf, justo antes de dicho puente.

## Accesos
- Rue Spinois

## Conexiones
| Línea | Procedencia                 | Parada                | Destino                        |
| ----- | --------------------------- | --------------------- | ------------------------------ |
| 1     | MONTIGNIES-SUR-SAMBRE Place | CHARLEROI Tirou       | MONTIGNY-LE-TILLEUL GB Bomerée |
| 3     | MONTIGNIES-SUR-SAMBRE Place | CHARLEROI Tirou       | JAMBIOULX Prison               |
| 18    | JUMET Dépôt                 | CHARLEROI Tirou       | CHÂTELET Chavepeyer            |
| 25    | CHARLEROI Sud               | CHARLEROI Tirou       | GILLY Soleilmont               |
| 35    | CHARLEROI Sud               | CHARLEROI Tirou       | FARCIENNES L'Ysle-Marais       |
| 138   | FLORENNES Gare d'autobus    | CHARLEROI Tirou       | CHARLEROI Sud                  |
| 451   | NEUVILLE Église             | CHARLEROI Tirou       | CHARLEROI Sud                  |
| CITY  | CHARLEROI Ville Haute       | CHARLEROI Rue Pruniau | CHARLEROI Ville Basse          |